# 밀양 의첨재
밀양 의첨재(密陽 依瞻齋)는 대한민국 경상남도 밀양시 부북면 오례리에 있는, 함평 이씨 재실로 묘를 수호하고 제사를 지내기 위한 곳이다.
1985년 11월 14일 경상남도의 문화재자료 제130호 의첨재로 지정되었다가, 2018년 12월 20일 현재의 명칭으로 변경되었다.

## 개요
함평 이씨 재실로 묘를 수호하고 제사를 지내기 위한 곳이다. 원래는 광해군 때 이선지가 모친의 산소 아래 임시 거처로 집을 짓고 묘를 돌보며 살던 곳인데, 후손들이 숙종 때 재실로 새롭게 지은 것이다. 현재 건물은 1897년에 낡은 것을 고친 것이다.

## 참고 문헌
- 밀양 의첨재 - 국가유산청 국가유산포털